# Florent Claude
Pour l’article ayant un titre homophone, voir Florent-Claude.
Pour les articles homonymes, voir Claude.
Florent Claude, né le 11 novembre 1991, à Remiremont en France, est un biathlète franco-belge représentant la Belgique. Il a deux frères eux aussi biathlètes, Fabien et Émilien.

## Biographie
Florent Claude commence le biathlon au niveau international avec l'équipe de France en 2008 en courant l'IBU Cup junior. En 2009, il participe aux Championnats du monde jeunesse, où il gagne le titre au relais. En 2010, il obtient la médaille d'argent dans la même épreuve.
En fin d'année 2011, il figure dans sa première épreuve en Coupe du monde à Östersund, obtenant ses premiers points avec une 37e place à l'individuel. Après la saison 2012-2013, sa participation à la Coupe du monde devient plus rare. Il obtient son premier podium en IBU Cup en 2015.
Conscient hiver après hiver que les places sont chères en Coupe du monde au sein d'un équipe de France de très haut niveau, il souhaite cependant continuer sa carrière. Il envisage de concourir pour un autre pays et accepte la proposition de la Fédération belge, suivant les traces de Michael Rösch en 2013. Il obtient la nationalité belge en juin 2017 et se voit attribuer aussitôt la nationalité sportive de ce pays. Après un hiver 2016-2017 à participer à des compétitions nationales, il peut concourir avec la Belgique au niveau international à partir de la saison 2017-2018, avec pour premier objectif de participer aux Jeux olympiques d'hiver de 2018. Durant cette première saison sous les couleurs belges, il entre plusieurs fois dans les points et termine à la 53e place au classement général de la Coupe du monde.
Aux Jeux olympiques d'hiver de 2018, il se classe 55e du sprint, 57e de la poursuite et 54e de l'individuel.
En janvier 2022, il signe son premier top 10 de Coupe du monde avec une neuvième place sur la poursuite d'Oberhof, qui reste à ce jour son meilleur résultat. Participant régulier en Coupe du monde, il améliore son classement général au fil des saisons, bouclant les exercices 2022-2023 et 2023-2024 respectivement aux 23e et 22e places.

## Palmarès
Florent Claude décroche le 28 aout 2023 le titre de champion du Monde d'été de sprint à Brezno-Osrblie (Slovaquie).

### Jeux olympiques d'hiver
En équipe de  Belgique
| Épreuve / Édition                | Individuel | Sprint | Poursuite | Départ en masse | Relais | Relais mixte |
| Jeux olympiques 2018 Pyeongchang | 54e        | 55e    | 57e       | —               | —      | —            |
| Jeux olympiques 2022 Beijing     | 75e        | 84e    | —         | —               | 20e    | —            |

Légende :
- - : Non disputée par Florent Claude

### Championnats du monde
En équipe de  Belgique
| Édition / Épreuve       | Individuel | Sprint | Poursuite | Mass start | Relais | Relais mixte | Relais mixte simple |
| ----------------------- | ---------- | ------ | --------- | ---------- | ------ | ------------ | ------------------- |
| Östersund 2019          | 32e        | 71e    | —         | —          | 23e    | —            | —                   |
| Antholz-Anterselva 2020 | 25e        | 34e    | 32e       | —          | 19e    | —            | 20e                 |
| Pokljuka 2021           | 20e        | 22e    | 26e       | 25e        | 23e    | 21e          | 15e                 |
| Oberhof 2023            | 27e        | 67e    | —         | —          | 19e    | 14e          | 17e                 |
| Nové Město 2024         | 37e        | 32e    | 29e       | —          | 22e    | 8e           | 16e                 |
| Lenzerheide 2025        | 39e        | 17e    | 14e       | 22e        | 14e    | 10e          | 13e                 |

Légende :
- — : non disputée par Florent Claude

### Coupe du monde
Équipe de France jusqu'en 2016, puis  Belgique à partir de 2017.
- Meilleur classement général : 22e en 2024[6].
- Meilleur résultat individuel : 9e.

#### Classements annuels
| Saison    | Classement général final | Sprint | Poursuite | Individuel | Mass start |
| 2011-2012 | 102e                     | nc     |           | 63e        |            |
| 2012-2013 | nc                       | nc     | nc        |            |            |
|           |                          |        |           |            |            |
| 2014-2015 | nc                       | nc     | nc        |            |            |
| 2015-2016 | nc                       | nc     | nc        |            |            |
|           |                          |        |           |            |            |
| 2017-2018 | 53e                      | 66e    | 48e       | 41e        |            |
| 2018-2019 | 51e                      | 54e    | 40e       | 58e        |            |
| 2019-2020 | 34e                      | 33e    | 36e       | 31e        | 45e        |
| 2020-2021 | 42e                      | 47e    | 46e       | 36e        | 43e        |
| 2021-2022 | 32e                      | 38e    | 40e       | 31e        | 34e        |
| 2022-2023 | 23e                      | 31e    | 22e       | 20e        | 23e        |
| 2023-2024 | 22e                      | 23e    | 21e       | 18e        | 28e        |

nc : non classé

### Résultats en junior
En équipe de  France :
- Championnats du monde jeunesse :
  -  Médaille d'or en relais en 2009.
  -  Médaille d'argent en relais en 2010.
- Championnats du monde junior :
  -  Médaille d'argent du sprint en 2012.
- Festival olympique de la jeunesse européenne :
  -  Médaille de bronze de la poursuite en 2009.

### IBU Cup
- 1 podium.